# Jerzy Pac
Jerzy Pac, właśc. Jurij Pacewicz (zm. 1505/1506) – wojewoda kijowski, namiestnik kowieński, nowogródzki i połocki, twórca potęgi rodu Paców.
Był synem Paca Dowkszy, prawdopodobnego protoplasty rodu Paców. W 1480 roku został mianowany marszałkiem hospodarskim, tym samym wchodząc do litewskiej rady panów. Wkrótce potem otrzymał namiestnictwo kowieńskie, nowogródzkie i połockie. Cieszył się zaufaniem Kazimierza IV Jagiellończyka, dzięki czemu król powierzył mu obronę zagrożonego przez Tatarów województwa kijowskiego.
Jego żoną została księżna kobryńska Fedora (która przyjęła katolickie imię Zofia).
Jerzy Pac podczas rozstrzygania sporu granicznego zabił szlachcica Tyszkę Chodkiewicza Koreniewskiego. Za ten czyn musiał zapłacić synowi Tyszki jedynie 200 kop groszy i odstąpić sporny teren. Do śmierci zdołał zgromadzić rozległe włości, które przekazał jedynemu synowi Mikołajowi.